# Колонфе
Колонфе́ (фр. Colonfay) — коммуна во Франции, находится в регионе Пикардия. Департамент коммуны — Эна. Входит в состав кантона Марль. Округ коммуны — Вервен.
Код INSEE коммуны — 02206.

## Население
Население коммуны на 2010 год составляло 71 человек.
| 1962 | 1968 | 1975 | 1982 | 1990 | 1999 | 2010 |
| ---- | ---- | ---- | ---- | ---- | ---- | ---- |
| 102  | 96   | 77   | 72   | 86   | 95   | 71   |

## Экономика
В 2010 году среди 42 человек трудоспособного возраста (15—64 лет) 28 были экономически активными, 14 — неактивными (показатель активности — 66,7 %, в 1999 году было 64,2 %). Из 28 активных жителей работали 24 человека (13 мужчин и 11 женщин), безработных было 4 (3 мужчин и 1 женщина). Среди 14 неактивных 5 человек были учениками или студентами, 5 — пенсионерами, 4 были неактивными по другим причинам.